# 白島の太鼓念仏
白島の太鼓念仏（はくしまのたいこねんぶつ）は、大阪府の無形文化財。2014年に活動を休止した。

## 概要
箕面市白島地区の阿弥陀寺の檀徒によっておこなわれてきた六斎念仏の一つである。鉦と太鼓を打ち鳴らし、和讃を唱和する。大阪府北部に多く存在していた「ひっつんつん」「太鼓念仏」と呼ばれる六斎念仏の形式を最後まで留めた。